# Gommaar Huygens
Gommaar (Gummarus) Huygens, (Lier, 26 februari 1631 - 1702) was een Zuid-Nederlands priester en theoloog.

## Levensloop
Huygens werd in 1668 doctor in de theologie aan de universiteit van Leuven en daarna professor aan het Pauscollege. 
In 1674 verscheen zijn tractaat Methodus remittendi et retinendi peccata over de biechtpraktijk. Als moraaltheoloog stond Huygens een strenge leer voor en stelde dat enkel oprecht berouw bij de biecht voldoende was voor vergeving van de zonden. Dit bracht hem voor de jezuïeten in het kamp van de jansenisten en zij probeerden hem te laten veroordelen door de Heilige Stoel. Ook de franciscaan Frans Cauwe publiceerde tegen hem.
Huygens werd echter in bescherming genomen door aartsbisschop van Mechelen Alphonsus van Bergen en werd zelfs voorzitter van het Pauscollege.

## Werken
- Methodvs remittendi & retinendi peccata (Leuven, Hieronymus Nempe, 1674)
- Conferentiæ de virtutibus theologicis vitiisque oppositis, de mediis quoque pro illis, et remediis adversus hæc (Liège, Henri Hoyoux, 1692), Pars quarta
- Epistola  altera theologi Lovaniensis ad theologum Leodiensem de Gummaro Huyens in academia Lovaniensi (Liège, Henri Hoyoux, 1697)